# Bindeshwar Pathak
Bindheshwar Pathak (hindi : बिंदेश्वर पाठक), né le 2 avril 1943 dans le district de Vaishali (Bihar) et mort le 15 août 2023 à New Delhi) est un sociologue indien. Il est le fondateur du Sulabh International. Il a reçu de nombreux prix indiens et internationaux pour son travail avec cette organisation.

## Biographie

### Parcours universitaire
Bindheshwar Pathak a obtenu un diplôme en sociologie en 1964. Il a obtenu sa maîtrise en 1980 et son doctorat en 1985 à l'université de Patna.

### Sulabh International
Bindheshwar Pathak a fondé Sulabh International en 1970. Sulabh International est un organisme de service social qui travaille à la promotion des droits de l'homme, l'assainissement de l'environnement, les sources non traditionnelles de l'énergie, la gestion des déchets et des réformes sociales à travers l'éducation. L'organisation compte 50 000 bénévoles. 
Il a par exemple mis au point un système d’assainissement sûr et peu onéreux.

## Récompenses
Bindeshwar Pathak a reçu le prix de l'eau de Stockholm en 2009.